# 哈爾布冰川
哈爾布冰川（英語：Hulbe Glacier）是南極洲的冰川，位於瑪麗伯德地，流經錫普爾島北部，長20公里，以波特蘭州立大學的研究員命名，現時由南極條約體系管理。